# Alard du Gaucquier
Alard du Gaucquier (Rijsel, ca. 1534 - ca. 1582) was een dirigent en componist uit het midden van de 16e eeuw uit de Zuidelijke Nederlanden.
Volgens een document zich bevindende in de gemeentelijke archieven van Antwerpen zou hij rond 1534 in Rijsel geboren zijn. Het document uit 1580 vermeldt dat hij 46 jaar oud zou zijn. Rond 1558 trad hij toe als zangstem in het koor van de Keizer Maximiliaan II van het Heilige Roomse Rijk. Hij maakte promotie tot plaatsvervangend dirigent van het koor in januari 1567, toen Jacobus Vaet overleed. De keizer vond hem echter niet geschikt als vaste dirigent en vroeg de ambassadeur in Rome, Propero d’Aco om een geschikter kandidaat te vinden. Op 1 mei 1568 werd Philippe de Monte als vaste koordirigent aangesteld, waarbij De Gaucquier de functie van plaatsvervangend dirigent bleef bekleden. Hij kreeg vervolgens een adelbrief en een wapen met daarin een notenboom. Ondertussen vond Maximiliaan hem wel goed genoeg om zijn zonen zangles te geven. In 1578 vroeg hij ontheffing uit zijn ambt aan bij Keizer Rudolf II, hetgeen hem verleend werd met een pensioen van 100 gulden. Hij vertrok naar de Nederlanden om aldaar dirigent te worden onder Matthias (zoon van Maximiliaan II), die enige tijd landvoogd was in de Habsburgse Nederlanden.
Hij werd vervolgens door Keizer Ferdinand II gevraagd de dirigent te worden aan het Hof van Innsbruck; hij accepteerde die functie, maar kwam vermoedelijk om tijdens de reis van Brussel naar Innsbruck. Er werd niets meer van/over hem vernomen, totdat zijn weduwe in maart 1583 een pauselijk pensioen ontving van vijftig florijnen.
Van zijn hand is een achttal magnificats bekend, geschreven voor vier tot zes stemmen en uitgegeven in Venetië. In 1581 werden van hem vier missen voor vijf tot acht stemmen uitgegeven in Antwerpen. In aanvulling daarop is een aantal andere werken aan hem toegeschreven. Hij hanteerde de Cantus firmusstijl met gebruik van chromatiek en querstand, een natuurlijke dissonantie.
- Biblioteca Nacional de España: XX1768417
- Gemeinsame Normdatei: 129165999
- International Standard Name Identifier: 0000 0000 5945 6070
- Library of Congress Control Number: no93018656
- MusicBrainz: a76b73c7-0a5e-4a9c-8218-2d32c708b642
- Nationale Bibliotheek van Tsjechië: jn20030807007
- Nederlandse Thesaurus van Auteursnamen: 160894123
- Système universitaire de documentation: 244074259
- Virtual International Authority File: 70001405
- WorldCat: E39PBJmtyhD6pqd88h6VfRHKVC